# Infestation: Survivor Stories
Infestation: Survivor Stories  (первоначально War Z) — массовая многопользовательская онлайн-игра, изначально разработанная компанией Hammerpoint Interactive. Издателем выступила компания Arktos Entertainment Group, выделив для этого дочернюю фирму — OP Productions, LLC. Игра, предлагавшая игроку выживать в большом обширном мире после зомби-апокалипсиса, была выпущена на волне популярности DayZ — модификации и сильно напоминала её. Infestation получила чрезвычайно низкие отзывы прессы — обозреватели отмечали как вторичность игры по отношению к DayZ, так и многочисленные технические проблемы, делающие Infestation практически неиграбельной.

## Геймплей
Infestation: Survivor Stories представляет собой массовую многопользовательскую онлайн-игру на тему зомби-апокалипсиса, во всём подобную DayZ; игровые персонажи помещаются на обширную карту, смоделированную по образу и подобию американского штата Колорадо, и должны выживать как можно дольше; для этого нужно перемещаться между различными городами и поселениями, искать припасы и оружие, избегать или убивать агрессивных зомби и персонажей других игроков.

## Разработка
Игра создана на игровом движке Eclipse, разработанном компанией Void Production (которую впоследствии поглотила Arktos Entertainment Group) (не путать с одноимённым Eclipse Engine компании BioWare).
Поскольку Ведомство по патентам и товарным знакам США отказало в регистрации торговой марки «The War Z» из-за схожести с названием фильма «Война миров Z» (World War Z) компании Paramount Pictures, 20 июня 2013 года игра официально была переименована в «Infestation: Survivor Stories».
Однако вскоре издатель закрыл доступ игроков к онлайну из-за взлома базы пользователей.
В 2014 году стали появляться тизеры, как говорили разработчики, спин-оффа под названием «Infestation: New Beginning». Однако, в начале 2015 года руководитель Arktos Entertainment Сергей Титов уже говорил об этом проекте, как о перезапуске, «Infestation 2.0» . К весне 2015 года к команде присоединился продюсер Джордж Кэмерон Ромеро, сын режиссера Джорджа Эндрю Ромеро, и в итоге обновленная игра вышла под названием «Romero's Aftermath». К этому времени компания Hammerpoint Interactive переименовалась в Free Reign East. Но и эта попытка долго не прожила - 22 ноября 2016 года разработчики объявили о прекращении обслуживания серверов игры. Free Reign еще в начале 2016 года переключились на другую игру в том же жанре - Shattered Skies, всё так же в сотрудничестве с Arktos Entertainment.
Приблизительно в то же время (в ноябре 2016 года) группа разработчиков Fredaikis AB, в которую вошли некоторые игроки Survivor Stories, представила свою переработку под названием «Infestation: The New Z», которую они начали разрабатывать в 2015 году на основе исходного кода I:SS . 

Infestation: New Z is a official re-edition of the former Infestation: Survivor Stories, developed and ran independently by the Fredaikis AB Team. — https://playnewz.com/
В 2020 году Fredaikis AB также воссоздали исходный вариант игры, назвав «Infestation: Survivor Stories Classic Remake», впоследствии название было урезано до «Infestation: Survivor Stories Classic». На данный момент в магазине Steam  игра находится под названием «Infestation: Survivor Stories 2020».

## Отзывы
| Сводный рейтинг    | Сводный рейтинг |
| Агрегатор          | Оценка          |
| ------------------ | --------------- |
| Metacritic         | 20/100          |
| Иноязычные издания |                 |
| Издание            | Оценка          |
| Eurogamer          | 3/10            |
| GameSpot           | 2/10            |
| GameSpy            | [ 24 ]          |
| GameStar           | 39/100          |
| IGN                | 3/10            |

По данным сайта-агрегатора Metacritic, игра получила преимущественно отрицательные отзывы критиков.
Редактор портала Игры@mail.ru Андрей Александров отметил вторичность и низкий потенциал игры: «The War Z становится скучным где-то через пару дней. Заниматься в игре нечем. Есть ровно два дела: забег за новым оружием с амуницией и перестрелки».
Критик Джон Бейн, известный под псевдонимом TotalBiscuit, в своем обзоре отметил графические проблемы игры, несоответствие заявленных и реализованных особенностей (например, на момент создания видео вместо заявленных серверов на 100 игроков самыми крупными были сервера на 50). Также в обзоре были упомянуты агрессивные действия разработчиков игры, угрожавших, по информации Бейна, внести в чёрный список платежных систем кредитные карты игроков, желающих отозвать покупку игры и получить деньги назад.
Летом 2018 года, благодаря уязвимости в защите Steam Web API, стало известно, что точное количество пользователей сервиса Steam, которые играли в игру хотя бы один раз, составляет 3 888 922 человека.

## Примечание
1. 1 2 3 4 5 6 7 8 9 10 11 12  Steam — 2003.
2. ↑  Gauntlett, Adam. Zombies Eat the World in The War Z MMO. Escapist Magazine. Дата обращения: 18 октября 2012. Архивировано 6 апреля 2013 года.
3. ↑  Gallegos, Anthony. The War Z -- A New Zombie Survival Experience. IGN. Дата обращения: 18 октября 2012. Архивировано 6 апреля 2013 года.
4. ↑  Gamasutra - Press Releases- OFFICIAL WEBSITE FOR THE WAR Z GOES LIVE
5. 1 2  Stanton, Rich. The War Z review (брит. англ.). Eurogamer.net (2 января 2013). Дата обращения: 8 сентября 2022. Архивировано 8 сентября 2022 года.
6. ↑  Arktos Entertainment Group. Дата обращения: 27 июня 2016. Архивировано из оригинала 15 июня 2016 года.
7. ↑  3D Engine: Eclipse. Дата обращения: 27 июня 2016. Архивировано 28 января 2017 года.
8. ↑  Mardiney, Brian. The War Z Might Have to Change Its Name. GameSpy (23 декабря 2012). Дата обращения: 24 декабря 2012. Архивировано 27 декабря 2012 года.
9. ↑  The War Z Picks Up A Brand New Title. Дата обращения: 20 июня 2013. Архивировано 20 июня 2013 года.
10. 1 2  The War Z снова выходит в Steam — Игровые новости — Игромания. Дата обращения: 14 января 2018. Архивировано 1 октября 2020 года.
11. ↑  Infestation: New Beginnings. Дата обращения: 3 октября 2021. Архивировано 3 октября 2021 года.
12. ↑  Обращение Сергея Титова по поводу I: NB. Дата обращения: 3 октября 2021. Архивировано 28 июня 2020 года.
13. ↑  WarZ/Infestation: Survivor Stories rebooted as Romero's Aftermath. Дата обращения: 3 октября 2021. Архивировано 3 октября 2021 года.
14. ↑  Infestation: Survivor Stories / The War Z gets a reboot with Romero's Aftermath. Дата обращения: 3 октября 2021. Архивировано 3 октября 2021 года.
15. ↑  ROMERO’S AFTERMATH END OF SERVICE ANNOUNCEMENT. Дата обращения: 3 октября 2021. Архивировано 3 октября 2021 года.
16. ↑  Shattered Skies. Дата обращения: 3 октября 2021. Архивировано 3 октября 2021 года.
17. ↑  INFESTATION SURVIVOR STORIES REBOOT. Дата обращения: 3 октября 2021. Архивировано 3 октября 2021 года.
18. ↑  Цифровой герпес в виде Infestation: The New Z скоро снова в Steam - Блоги - блоги геймеров, игровые блоги, создать блог, вести блог про игры. Дата обращения: 14 января 2018. Архивировано 17 августа 2017 года.
19. ↑  Архивированная копия. Дата обращения: 14 января 2018. Архивировано из оригинала 28 ноября 2016 года.
20. ↑  Infestation: Survivor Stories Classic. Дата обращения: 3 октября 2021. Архивировано 3 октября 2021 года.
21. ↑  INFESTATION: SURVIVOR STORIES IS BACK! Дата обращения: 3 октября 2021. Архивировано 3 октября 2021 года.
22. 1 2  INFESTATION: SURVIVOR STORIES (THE WAR Z) PC (англ.). Metacritic. Дата обращения: 27 мая 2022. Архивировано 27 мая 2022 года.
23. ↑  Todd, Brett. The War Z Review (англ.). GameSpot (17 января 2013). Дата обращения: 8 сентября 2022. Архивировано 8 сентября 2022 года.
24. ↑  Pearson, Craig. GameSpy: The War Z Review - Page 1 (англ.). GameSpy (21 декабря 2012). Дата обращения: 8 сентября 2022. Архивировано 8 сентября 2022 года.
25. ↑  Witt, Malte. The War Z im Test - Apokalyptisch mies (нем.). GameStar (15 января 2013). Дата обращения: 8 сентября 2022. Архивировано 8 сентября 2022 года.
26. ↑  Gallegos, Anthony; Gallegos, Anthony, Anthony. The War Z Review (англ.). IGN (8 января 2013). Дата обращения: 8 сентября 2022. Архивировано 8 сентября 2022 года.
27. ↑  Андрей Александров. Игра про выживание в мире, полном зомби, где совершенно не страшно, скучно и тоскливо. Игры@Mail.Ru (29 января 2013). Дата обращения: 15 июня 2013. Архивировано 16 июня 2013 года.
28. ↑  The Bore Z (now renamed Infestation: Survivor Stories). Дата обращения: 28 сентября 2017. Архивировано 30 ноября 2017 года.
29. ↑  KYLE ORLAND. Valve leaks Steam game player counts; we have the numbers. Valve plugged the hole, but important data has already escaped. (англ.). Ars Technica (7 июля 2018). Дата обращения: 30 апреля 2022. Архивировано 10 июля 2018 года.